# Célia Henaff
Célia Henaff (* 29. Juli 2004) ist eine französische Biathletin. Sie ist zweifache Juniorenweltmeisterin.

## Sportliche Laufbahn
Erste internationale Erfahrungen sammelte Célia Henaff im Dezember 2023 bei einigen Wettkämpfen des IBU-Junior-Cup und erreichte auf der Pokljuka-Hochebene sofort Rang fünf im Sprint. Im gleichen Winter nahm sie an den Juniorenweltmeisterschaften teil und gewann mit der Staffel die Bronzemedaille. Auch in der Saison 2024/25 startete die Französin im Juniorcup und lief im Goms zweimal unter die besten Zehn, zudem lief sie bei den Junioreneuropameisterschaften und gewann an der Seite von Léo Carlier Silber im Single-Mixed-Wettkampf. Ihr bisher größter Triumph folgte bei der Junioren-WM in Östersund, als Henaff im Einzel alle zwanzig Scheiben traf und sich vor ihrer Teamkollegin Amandine Mengin zur Juniorenweltmeisterin krönte. Auch im Staffelrennen gewann sie mit Mengin, Voldiya Galmace-Paulin und Anaëlle Bondoux die Goldmedaille. Durch diese Resultate startete sie am Saisonende in Otepää erstmals im IBU-Cup, klassierte sich in Kurzeinzel und Sprint auf Rang 22, und bekam auch einen Einsatz in der Mixedstaffel, mit der sie trotz zweier Strafrunden Rang zwei und damit ihren ersten Podestplatz auf Erwachsenenebene erreichte.

## Persönliches
Henaff stammt aus der Gemeinde Beaufort und studiert an der Universität Grenoble.

## Statistiken

### Juniorenweltmeisterschaften
Ergebnisse bei den Juniorenweltmeisterschaften:
| Weltmeisterschaften | Weltmeisterschaften | Einzelwettbewerbe | Einzelwettbewerbe | Einzelwettbewerbe | Staffelwettbewerbe | Staffelwettbewerbe |
| Jahr                | Ort                 | Einzel            | Sprint            | Massenstart 60    | Frauenstaffel      | Mixedstaffel       |
| ------------------- | ------------------- | ----------------- | ----------------- | ----------------- | ------------------ | ------------------ |
| 2024                | Otepää              | 28.               | 24.               | 29.               | 3.                 | –                  |
| 2025                | Östersund           | 1.                | 8.                | 33.               | 1.                 | –                  |